# Спринг-роли
Спринг-рол[джерело?] (англ. spring roll) — це рулетна закуска або дим-сам, які зазвичай трапляються в кухнях Китаю та Південно-Східної Азії. Перекладається як «весняний рулет». Вид обгортання, начинки та використовувана техніка приготування, а також назва значно відрізняються залежно від культури регіону, хоча роли, як правило, наповнюються овочами.

## Регіональна історія

### Східна Азія

#### Материковий Китай
Спринг-роли — це сезонна їжа, яку споживають навесні, починаючи з млинців, наповнених весняними овочами нового сезону, бажаною зміною консервованих продуктів після довгих зимових місяців. У китайській кухні спринг-роли — це солоні рулети з капустою та іншими овочевими начинками всередині тонкого циліндричного тіста. Їх зазвичай їдять під час свята Весни в материковому Китаї, звідси і назва. Також популярні сорти м'яса, зокрема свинина. Смажені спринг-роли, як правило, маленькі та хрусткі. Вони можуть бути солодкими або солоними; перші часто мають начинку з пасти з червоної квасолі, а другі зазвичай готують з овочами. Перед смаженням на сковороді або у фритюрі їх повністю загортають.
Несмажені спринг-роли зазвичай більші та пікантніші. На відміну від смажених спринг-ролів, несмажені зазвичай готують, наповнюючи обгортку попередньо приготовленими інгредієнтами. Традиційно вони є святковою їжею, яку їдять під час фестивалю «День холодної їжі» та «День підмітання гробниць» навесні, щоб згадати та віддати шану предкам. Населення Хакка іноді також їсть весняні рулети на третій день третього місяця за місячним календарем (三月三 sān yuè sān). Для загортання може використовуватись суміш на основі борошна або кляр.

#### Гонконг і Макао

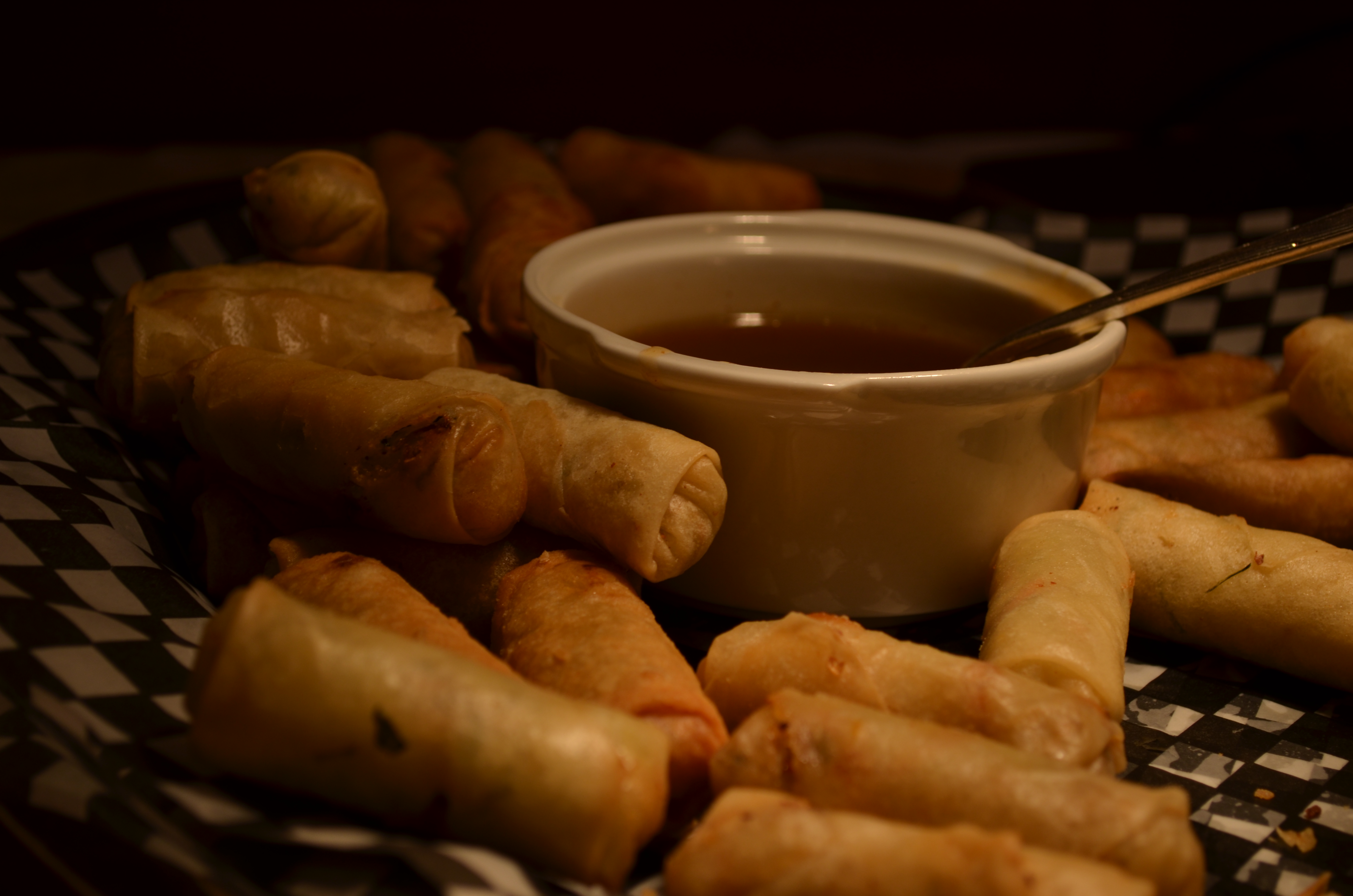
Спринг-ролли по-гонконзьки, подаються з соусом

Спринг-рол — це смажена страва, яка зазвичай доступна як дим-сам. Вони зазвичай містять свинячий фарш, подрібнену моркву, паростки квасолі та інші овочі, які подають із соусом для занурення.

#### Тайвань
На Тайвані найчастіше їдять несмажені весняні роли попіа, які називаються rùn bǐng (潤餅) мандаринською або po̍h-piáⁿ (薄餅) в Хоккієні. На півночі Тайваню інгредієнти зазвичай приправляють травами, обсмажують і іноді посипають дрібно подрібненим арахісовим порошком перед загортанням. На півдні Тайваню інгредієнти зазвичай відварюють або бланшують у простій воді. Іноді цукор або супердрібний цукор додають разом з арахісовою пудрою перед загортанням усіх інгредієнтів.

#### Японія
У Японії спринг-роли відомі як харумакі (春巻き) і часто подаються з гірчицею караші або соєвим соусом.

### Південно-Східна Азія

#### Лаос, Індонезія, Малайзія, М'янма, Філіппіни, Таїланд і Сінгапур

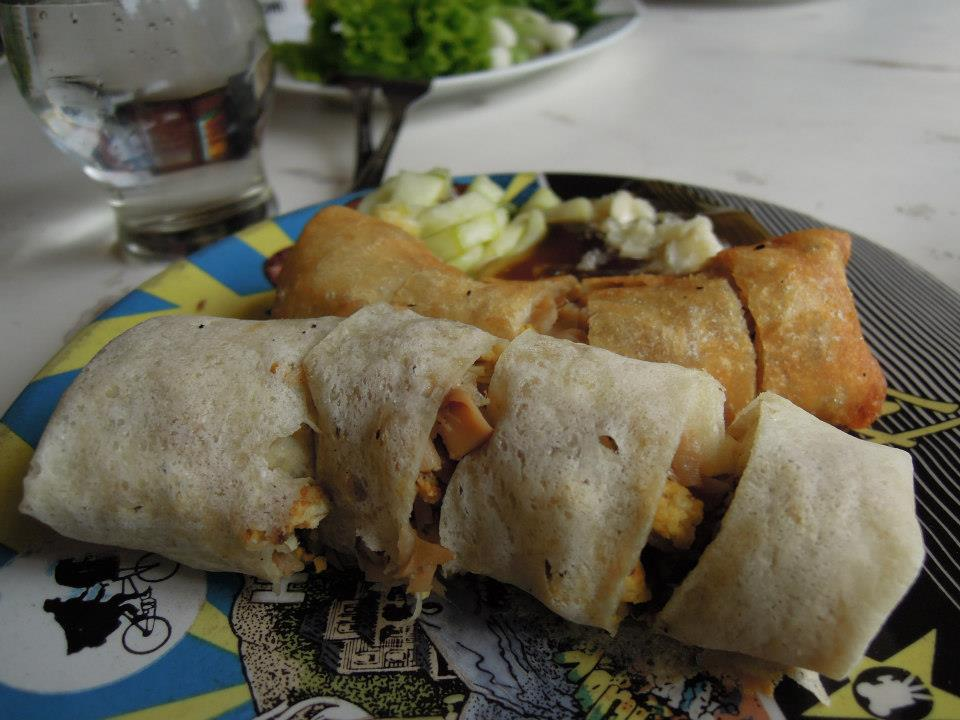
Лумпія смажена і несмажена

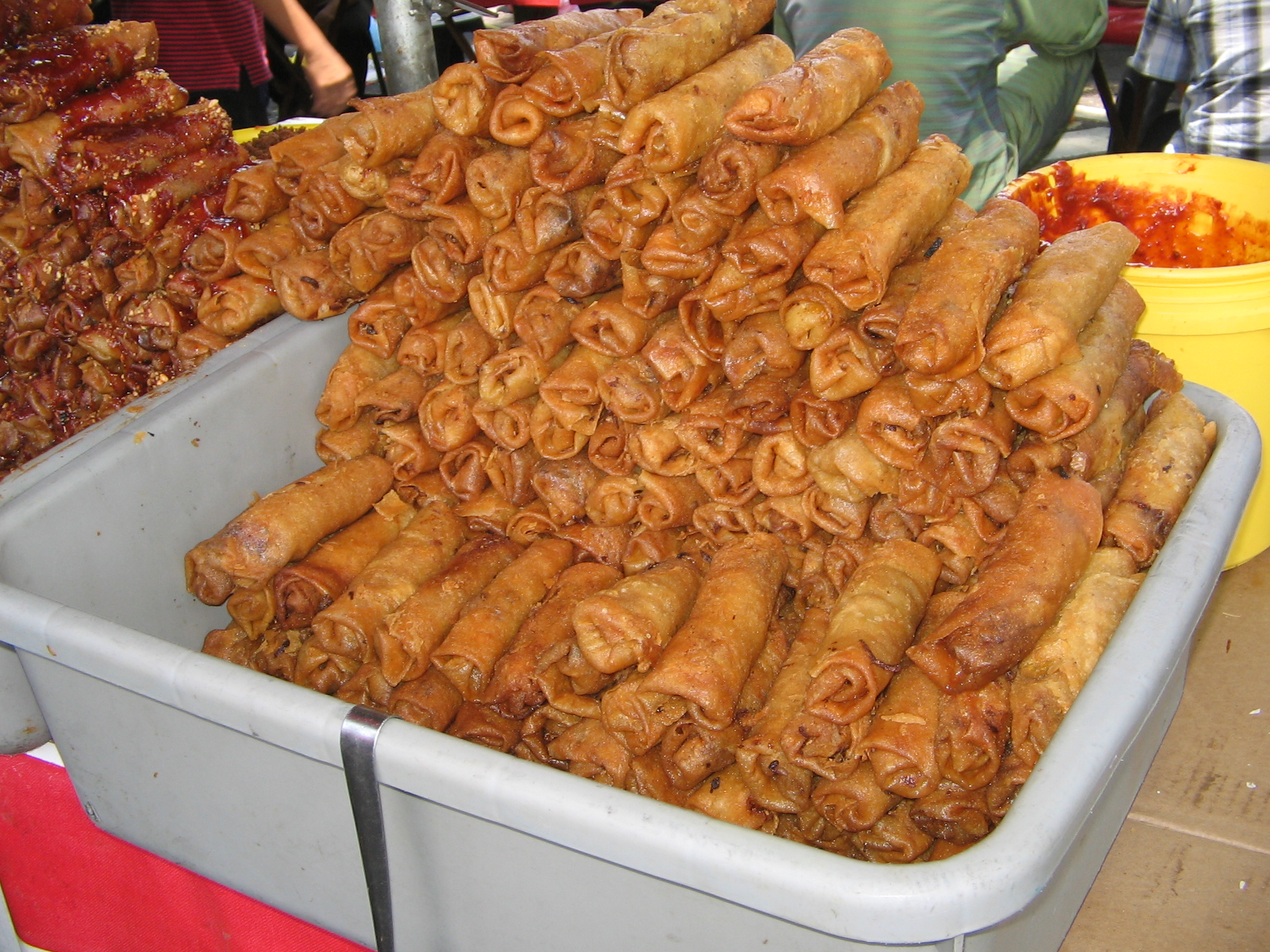
Гаряча та гостра попія в Малайзії

Lumpia — це назва спринг-ролів в Індонезії та на Філіппінах, яка походить від південнокитайських спринг-ролів. Назва lumpia походить від Hokkien lunpia (китайська) і був завезений на Філіппінські острови в 17 столітті. Солона закуска з тонкої крепової обгортки, що обволікає суміш пікантних начинок, складається з нарізаних овочів; морква, капуста, зелена квасоля, пагони бамбука, бананове серце і цибуля-порей, або іноді також фарш; курка, креветки, свинина або яловичина. Її часто подають як закуску або перекуску, і можуть подавати у фритюрі або свіжими (несмажені). У Малайзії, Сінгапурі та Таїланді його називають попіах, як і на Тайвані, тоді як у М'янмі його називають кавп'ян (ကော်ပြန့်).

#### Камбоджа

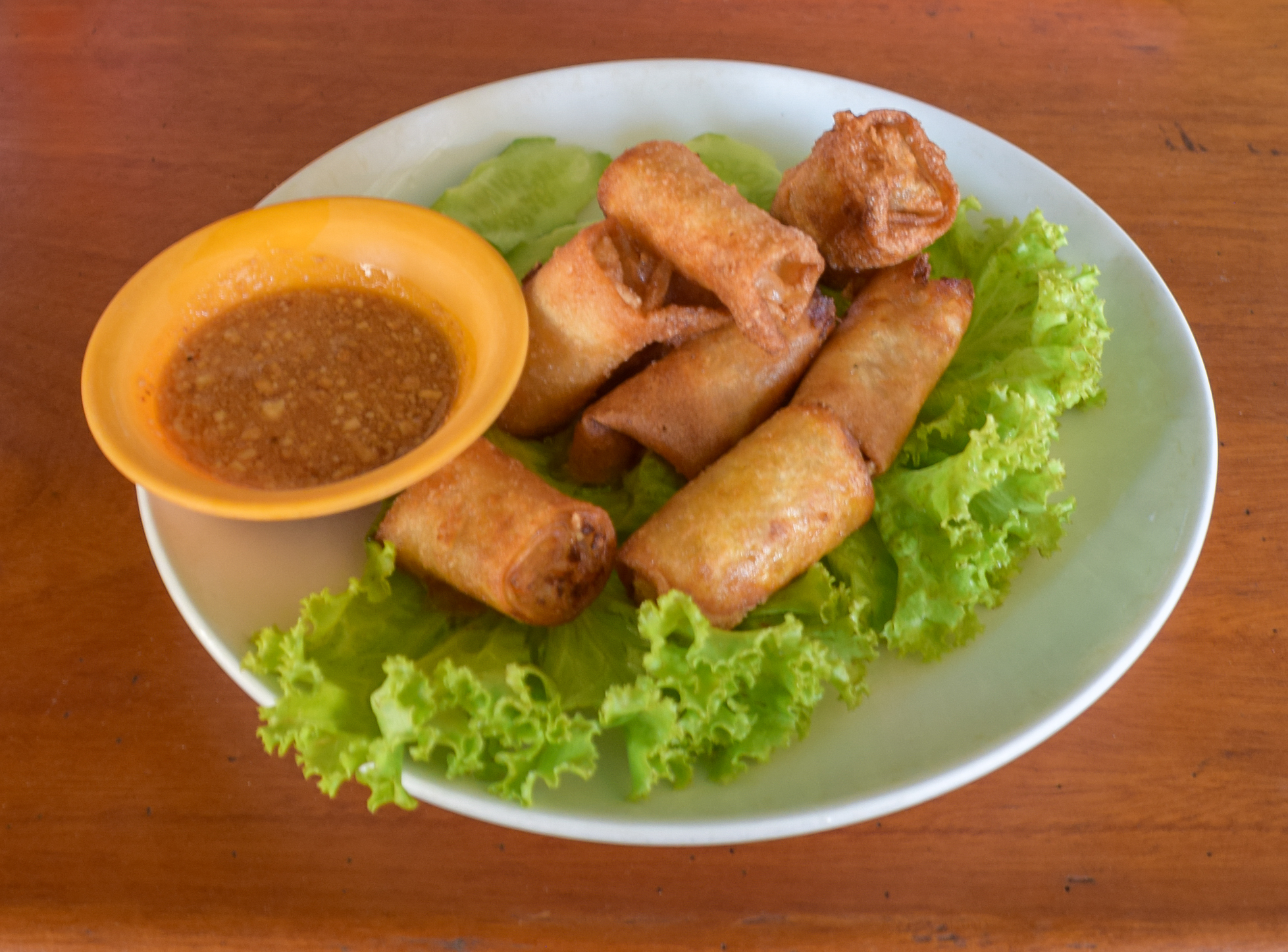
Камбоджійські смажені спринг-роли з соусом

Камбоджійські смажені спринг-роли називаються chai yor (кхмер. ចៃយ៉) або naem chien (ណែមចៀន). Незважаючи на те, що смажені спринг-роли походять із китайської камбоджійської громади, сьогодні смажені спринг-роли поширилися по всій країні. Вони відрізняються від китайських спринг-ролів тим, що їх начинка часто не готується перед смаженням, що робить камбоджійські спринг-роли легшими. Крім того, в начинку зазвичай використовують рибний соус, а не устричний або соєвий соус, а камбоджійські спринг-роли, якщо їх не розігріти, обсмажують лише один раз.

#### В'єтнам
Смажена версія зі свинячим фаршем називається імператорськими рулетами або chả giò (південний В'єтнам), nem cuốn, chả cuốn або Nem rán (північний В'єтнам). У західних країнах їх часто називають «яєчними рулетами», що є неправильною назвою. У Центральному В'єтнамі є свій варіант смаженого рулету під назвою рам. Рам завжди готується з цілих креветок без панцирів або нарізаних креветок без панцирів і трохи зеленої цибулі, загорнутих у рисовий папір і обсмажених у фритюрі. Як і більшість фірмових страв із центрального В'єтнаму, Ram не є широко доступним у в'єтнамських ресторанах за кордоном.
В'єтнамський імператорський рол відрізняється від китайського спринг-ролу тим, що він зазвичай менший і містить мелене або нарізане м'ясо/морепродукти, такі як свинина, краб, креветки, курка, таро або маніок, скляна локшина, мокриці або вешенки, і нашатковану моркву. Обгорткою традиційно використовується рисовий папір. Проте кілька в'єтнамських ресторанів у західних країнах можуть використовувати обгортки китайських спринг-ролів через відсутність рисового паперу або простоту використання.

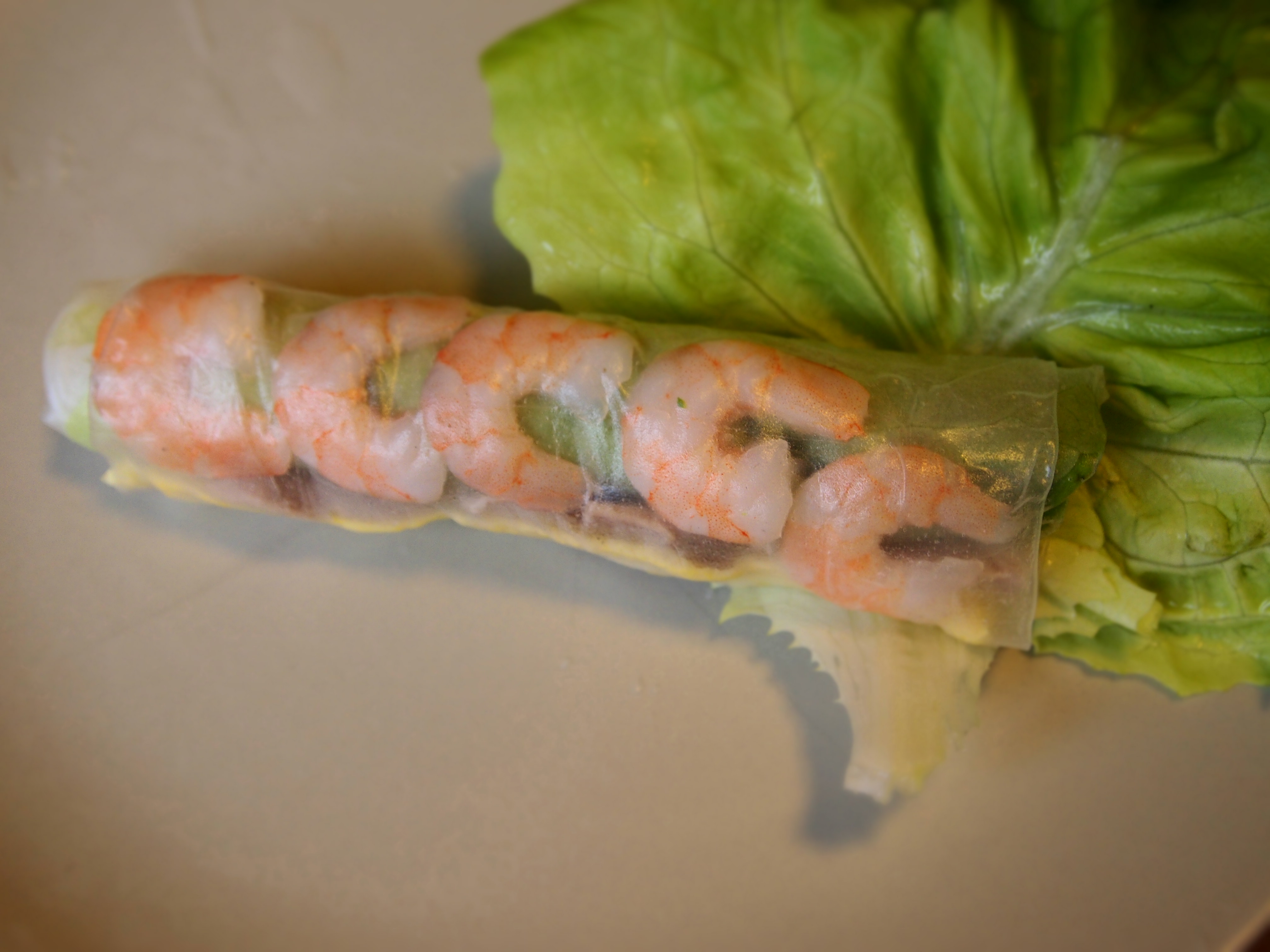
Gỏi cuốn або літній рол

Весняні роли або літні роли — це в'єтнамський делікатес, відомий як «gỏi cuốn». Залежно від регіону рулетики готувалися по-різному. Деякі сім'ї вегетаріанців готують вегетаріанські спринг ролли замість м'ясних. Однак типові інгредієнти включають шматочки вареної свинини (найчастіше свинячі сосиски), креветки, іноді курку або тофу, свіжу зелень, як-от базилік або кінзу, листя салату, огірки, іноді свіжий часник, шніт-цибуля, рисову вермішель, усе загорнуте у зволожений рис. папір. Типовий «gỏi cuốn» може містити лише варену свинину, варену рисову локшину, огірок, моркву та зелень. Свіжі в'єтнамські спринг-роли можна приготувати вдома або знайти у в'єтнамських ресторанах і деяких продуктових магазинах. Подають їх кімнатної температури з соусом. Nước chấm, tương xào або арахісовий соус hoisin — усі поширені соуси для занурення. Типовий соус для занурення хойсин включає перець чилі, соус хойсин, арахісове масло та цукор. Стандартний соус для занурення «nước mắm pha» (nước chấm) складається з рибного соусу, лайма, часнику, цукру та чилі або просто рибного соусу, цукру та оцту.

### Океанія

#### Австралія
В Австралії доступний різноманітний асортимент автентичної азіатської кухні завдяки імміграції, мультикультуралізму та великій кількості свіжих місцевих продуктів. І dim sims, і Chiko Rolls були натхненні китайськими спринг-ролами.
Маленькі спринг ролли з овочевою або м'ясною начинкою є популярною закускою, яка продається в багатьох магазинах Австралії, де можна їсти на винос. Заморожені спринг-роли також можна купити в супермаркетах, щоб приготувати вдома.
Австралійці також мають свою власну версію спринг-ролу, яку можна знайти в багатьох магазинах риби та чіпсів в Австралії та придбати в супермаркеті, тобто Chiko Roll . Замість використання тіста з технікою розкачування, вони мають більш тістоподібну структуру.

### Європа

#### Німеччина, Франція та Польща
В Австрії, Швейцарії та Німеччині смажені у фритюрі спринг-роли називаються Frühlingsrolle, а рулетики з в'єтнамським салатом — Sommerrolle («літній рулет»). Французи називають їх nem для смажених і rouleaux de printemps для інших, тоді як у Польщі вони відомі як sajgonki, названі на честь Сайгона, міста, з якого походить багато в'єтнамських іммігрантів у Польщі.

#### Нідерланди та Бельгія
У Нідерландах і Бельгії спринг-роли відомі як loempia, їх смажать у фритюрі або іноді запікають. Вважається, що їх завезли іммігранти (в тому числі китайці) з Індонезії, колишньої колонії Нідерландів. Loempias наповнені паростками квасолі, нарізаним омлетом і нарізаною куркою або крабом. Також лоемпіади все частіше з'являються з солодкими та гострими соусами.

#### Об'єднане Королівство
У Сполученому Королівстві спринг-роли раніше, а іноді й досі називаються млинцевими рулетами, хоча вони, як правило, дещо більші, ніж ті, що описуються як спринг-роли.

#### Північна Європа
У північних країнах вони відомі як vårrullar/er (шведська/норвезька), forårsruller</link> (данська), або kevätkääryle (фінська).

### Латинська Америка

#### Бразилія
У Бразилії спринг-ролли називають rolinhos-primavera , що є приблизним вільним перекладом з англійської, або, як його називають в японських ресторанах і серед людей, які звикли до тарілки, до речі прийшло до Бразилії від японських іммігрантів, "spring roll" (яп. 春巻き, harumaki) . Їх можна знайти в основному в китайських ресторанах, як правило, подають із molho agridoce (кисло-солодким соусом) для занурення, зазвичай яскраво-червоним і гострим, приготованим з кетчупом, оцтом, цукром і іноді спеціями, такими як бадьян, який супроводжує деякі інші види. страв, а також може включати цибулю та солодкий перець . У деяких японських ресторанах також подають спринг-роли в Бразилії, але зазвичай звичайні або з соєвим соусом для занурення (у деяких також доступний molho agridoce). Вони також зустрічаються в ресторанах швидкого харчування, схожих на шведський стіл, і можуть називатися японською або бразильською португальською, але найчастіше останньою.

#### Чилі
У Чилі спринг-ролли називають arrollado primavera, їх продають у супермаркетах, вуличних торговців і китайських ресторанах. (Однак в інших країнах «arrollado primavera» означає пікантний рулет у формі вертушки, виготовлений із тонкого бісквіта, і його не слід плутати з чилійською версією.)

#### Коста-Ріка
У Коста-Ріці спринг-роли називаються іспанською rollito de primavera («маленький спринг-рол»), але в народі вони відомі як «Taco Chino» і пропонуються майже в усіх китайських ресторанах як перша страва або закуска.

#### Мексика
У Мексиці спринг роли називаються rollos primavera (що перекладається безпосередньо як «весняні рулети») і продаються в багатьох китайських ресторанах і закладах швидкого харчування з кисло-солодким або соєвим соусом. На північно-західному кордоні з США, особливо в Мехікалі, Нижня Каліфорнія, весняні роли відомі як chunkun; ця назва може бути пов'язана з корейським chungwon (춘권). Вони смажаться у фритюрі й зазвичай подаються з кетчупом, вкриті гострою гірчицею як соусом.

#### Аргентина та Уругвай
В Аргентині та Уругваї весняні рулети широко відомі як empanaditas chinas («китайський рулет»), а також arrolladitos primavera (що перекладається безпосередньо як «весняні рулети»), і їх продають у супермаркетах і китайських ресторанах. Це звичайне ласощі, яке приносять служби громадського харчування, і зазвичай подають із невеликою мискою кисло-солодкого соусу, у який їх можна занурити.

#### Венесуела
У Венесуелі спринг-роли називаються lumpia, як на Філіппінах та в Індонезії. Багато китайських ресторанів продають їх, і зазвичай вони подаються з кисло-солодким або соєвим соусом.